# Eriocaulon nadjae
Eriocaulon nadjae là một loài thực vật có hoa trong họ Eriocaulaceae. Loài này được S.M.Phillips mô tả khoa học đầu tiên năm 2000.